# Капітани
«Капітани» («კაპიტნები») — радянський художній фільм 1974 року, знятий режисером Тамазом Гомелаурі на кіностудії «Грузія-фільм».

## Сюжет
Фільм знятий за сценарієм Бориса Андронікашвіві, про юнаків, які закінчують школу, про важку життєву межу, коли потрібно вирішити головне — вибір професії. Тенгіз і Ладо будь-що-будь вирішили здійснити свою мрію і поступити в морехідне училище. Доля їх складається непросто. Поступає лише Ладо. А Тенгіз цілий рік працює матросом на буксирі. Він продовжує мріяти про мореплавця, але знає, що без допомоги товариша іспитів йому не скласти. Тоді Ладо свідомо порушує дисципліну і втрачає право йти на вітрильнику в Середземне море — гордість кожного курсанта. Але він зможе займатися з Тенгізом. Невідомо, чи будуть хлопці морськими капітанами, але одну, найважчу школу — школу солідарності, товариської вірності — вони пройшли. Без цього не можна стати справжньою людиною, капітаном у житті. Фільм дубльований на кіностудії «Мосфільм».

## У ролях
- Важа Кокрашвілі — Ладо Абуладзе (дубляж: Олексій Панькін)
- Темур Цикорідзе — Тенгіз Хабейшвілі (дубляж: Олександр Вігдоров)
- Гія Іашвілі — Гогі (дубляж: Руслан Ахметов)
- Акакій Мгеладзе — начальник відділу кадрів (дубляж: Костянтин Тиртов)
- Юрій Оганезов — начальник училища (дубляж: Олег Мокшанцев)
- Борис Ципурія — Джибіл (дубляж: Володимир Ферапонтов)
- Григорій Цитайшвілі — капітан сейнера (дубляж: Станіслав Міхін)
- Баадур Цуладзе — кок (дубляж: Вадим Захарченко)
- Василь Чхаїдзе — Чомахідзе (дубляж: Фелікс Яворський)
- Джумбер Шакарашвілі — вихователь (дубляж: Валентин Брилєєв)
- Манучар Шервашидзе — капітан «Штиля» (дубляж: Данило Нетребін)
- Роланд Какаурідзе — роль другого плана
- Ніно Тутберідзе — роль другого плана
- Олександр Джагарбеков — епізод
- Мурад Вашакідзе — епізод
- Джемал Гаганідзе — епізод
- Серго Кунчулія — епізод
- Лейла Махарадзе — епізод
- Г. Саруханян — епізод

## Знімальна група
- Режисер — Тамаз Гомелаурі
- Сценарист — Борис Андронікашвілі
- Оператори — Георгій Герсамія, Гіві Рачвелішвілі
- Композитор — Гія Канчелі
- Художник — Дмитро Еріставі